# The Legend of the Mystical Ninja
The Legend of the Mystical Ninja (ひめきゅうしゅつえまき, Ganbare Goemon: Yukihime Kyūshutsu Emaki), é um jogo eletrônico de ação e aventura da Konami que foi lançado para o Super Nintendo Entertainment System em 1991. Também foi portado para o Game Boy Advance junto com Ganbare Goemon 2: Kiteretsu Shōgun Magginesu apenas no Japão.
É o primeiro jogo da série japonesa de videogames Ganbare Goemon a ter um lançamento ocidental. Também foi lançado para o Virtual Console no Japão, Europa, Austrália, Nova Zelândia, Canadá e Estados Unidos. Na América do Norte e na Europa, este jogo foi seguido por dois jogos diferentes para Nintendo 64, Mystical Ninja Starring Goemon em 1998 e Goemon's Great Adventure (conhecido na Europa como Mystical Ninja 2 Starring Goemon) em 1999, como todos os lançamentos subsequentes para o Super Nintendo estavam ausentes de um lançamento ocidental. Na Europa, duas versões para Game Boy de Mystical Ninja estreladas por Goemonforam lançados. Um era um jogo independente e o outro fazia parte da Konami GB Collection Vol. 3.

## Jogabilidade
Embora ambos os personagens tenham armas diferentes e aprendam ataques diferentes, eles são funcionalmente idênticos. Suas armas primárias de curto alcance têm três níveis e seu alcance é aprimorado ao adquirir gatos cinzentos deixados por inimigos derrotados. Ambos os personagens também são equipados com armas de arremesso desde o início (o que diminui o dinheiro à medida que o jogador o utiliza) e podem adquirir bombas comprando-as em lojas ou ganhando-as em minijogos.
Cada personagem pode aprender quatro habilidades de Judô que são funcionalmente idênticas entre os dois personagens. O judô de nível 1 fornece um companheiro animal para o personagem que ele monta e pode usar para atacar os inimigos. O Judô nível 2 lança um ataque que pode causar danos a todos os inimigos na tela. O Judô de nível 3 dá aos personagens a habilidade de voar temporariamente. O Judô de nível 4 desencadeia um poderoso ataque repetitivo.
A maioria dos estágios (conhecidos como "Zonas de Warlock") são separados em duas seções. A primeira seção é centrada na exploração da cidade, onde os jogadores coletam informações, compram itens, aprendem ataques especiais de judô, jogam minijogos, ganham dinheiro, etc. Um dos minijogos mais notáveis disponíveis é uma recriação do primeiro nível em Gradius, mas também inclui jogos como air hockey , curiosidades , jogos de dados e até loteria .
A segunda seção de cada estágio é uma seção de plataforma onde os jogadores lutam contra inimigos menores até chegarem ao fim e derrotarem um chefe. No modo para dois jogadores, os personagens podem trabalhar juntos, fazendo com que um cavalgue o outro nas costas . O personagem montado controla os ataques, enquanto o personagem montado controla o movimento e os saltos. Isso pode simplificar áreas com saltos grandes ou desajeitados, pois requer apenas um jogador para pousar com sucesso. Após a conclusão de cada estágio, uma pequena cena ocorre promovendo o enredo simples e alegre, e o próximo estágio é revelado.

## Enredo
Os jogadores controlam Goemon (vagamente inspirado no histórico Goemon ) e Ebisumaru (os dois são chamados de Kid Ying e Dr. Yang respectivamente em todos os lançamentos não japoneses deste jogo).
Depois de perceber algumas ocorrências estranhas em sua cidade natal, Oedo, envolvendo uma Mulher Fantasma no templo local e animais fantasmas que vêm do templo à noite, Goemon e Ebisumaru decidem investigar. Depois de derrotar a Mulher Fantasma, ela se revela Kurobei, um gato ninja. Ela explica que estava procurando pessoas fortes para ajudá-la, então oferece dinheiro à dupla e diz para eles procurarem seu chefe, Koban, na Ilha Shikoku. Ao chegar, eles encontram dançarinos Hyotoko na cidade durante um festival, dos quais alguns moradores suspeitam. Depois de encontrar e derrotar o Homem Lanterna, líder dos dançarinos do mal, eles resgatam Koban, que os informa que acredita-se que a Princesa Yuki, filha do Imperador, tenha sido sequestrada por um estranho grupo de mímicos e palhaços falsificadores conhecido como Exército Otafu. . Seu clã de gatos ninja não foi capaz de investigar mais por causa de dispositivos que o exército possui que desativam seus poderes de mudança de forma. Ele então direciona a dupla para a vizinha Ilha Awaji, onde Goemon e Ebisumaru descobrem que o exército montou um parque de diversões bizarro e anacrônico. A dupla então atravessa o parque até a cidade vizinha de Yamato, onde descobrem que o exército está recrutando os habitantes da cidade. Ao invadir o QG de Otafu e derrotar seus líderes, eles libertam Yae, o ninja. Ela diz a eles que o Exército Otafu nunca teve Yuki, mas que um homem sábio em Iga pode ajudá-los. O palácio do Velho Sábio em Iga é guardado por um exército de ninjas mecânicos robóticos, e a dupla luta pelo palácio e seu líder, Sasuke, para chegar à câmara do velho. O Velho Sábio diz a eles que o Espelho Branco na Lagoa do Dragão da distante Izumo pode encontrar o que procuram. Ele usa sua "Máquina de Transporte Milagrosa" (que é apenas um canhão) para atirar neles lá. Para salvar a princesa, os protagonistas devem viajar por diferentes regiões do Japão para encontrar pistas sobre o exército e a localização da princesa.

## Recepção
| Críticas profissionais     | Críticas profissionais |
| Avaliações da crítica      | Avaliações da crítica  |
| Fonte                      | Avaliação              |
| -------------------------- | ---------------------- |
| Computer and Video Games   | 93%                    |
| Game Informer              | 9/10                   |
| Nintendo Power             | 4/5                    |
| Official Nintendo Magazine | 92%                    |
| Super Play                 | 90%                    |
| Total!                     | 90%                    |
| N Force                    | 95%                    |
| SNES Force                 | 94%                    |

O jogo foi aclamado pela crítica. Em 1992, Super Play declarou: "Ainda é um dos melhores jogos para o sistema (se você gosta desse tipo de coisa), misturando aventura no estilo RPG com ação de plataforma paralela. Tem uma música oriental maravilhosa, gráficos lindamente desenhados. e é um desafio extremamente viciante." A revista Super Gamer deu ao jogo uma pontuação de 89%, escrevendo: "uma mistura divertida de ação arcade variada e aventura de RPG." Em 2010, o jogo foi incluído como um dos títulos do livro 1001 Video Games You Must Play Before You Die. GamesRadar classificou-o como o 45º melhor jogo SNES por sua "trilha sonora estelar inspirada no Japão antigo, belos gráficos cheios de cores e desafio suficiente para torná-lo um caso muito viciante. Não está quebrando nenhuma barreira para plataformas ou RPGs, mas é definitivamente um dos melhores jogos do SNES." Em 1995, Total! classificou o jogo em 79º lugar no Top 100 SNES Games, escrevendo: "É uma mistura de ação de arcade e RPG e, além do mais, é uma risada muito boa." IGN listou o jogo em 32º lugar em seus "100 melhores jogos SNES de todos os tempos".
De acordo com a Electronic Gaming Monthly , o jogo “não pegou muito nos EUA”, mas era popular no Japão.

## Sequências
Três sequências diretas foram lançadas para o Super Famicom: Ganbare Goemon 2: Kiteretsu Shogun Magginesu em 1993, Ganbare Goemon 3: Shishijyūrokubei no Karakuri Manji Katame e Ganbare Goemon Kirakira Douchū: Boku ga Dancer ni Natta Wake, ambas em 1994.

## Ver Também
Kazuhisa Hashimoto